# Liturgusa krattorum
Liturgusa krattorum es una especie de mantis que fue descubierta recientemente por Dr. Gavin Svenson del Museo de Historia Natural de Cleveland en 2014. Esta especie de mantis se encuentra principalmente en Perú. Viven en árboles altos; son corredores rápidos principalmente porque cazan otros insectos. 
La especie debe su nombre a los hermanos zoólogos Martin Kratt y Chris Kratt, los presentadores de Kratt's Creatures, Zoboomafoo y Wild Kratts en PBS Kids, así como Be the Creature en National Geographic.

## Wild Kratts
En 2017, un episodio especial del programa original de PBS Kids Wild Kratts con el mismo nombre del animal dedicado a este evento fue lanzado en PBS Kids con los homólogos animados de los hermanos Kratt que se aventuran con la especie que lleva su nombre. En el cierre de acción en vivo del episodio, el episodio presentó un agradecimiento especial al Dr. Gavin Svenson.